# Hazrati-Imam-Komplex

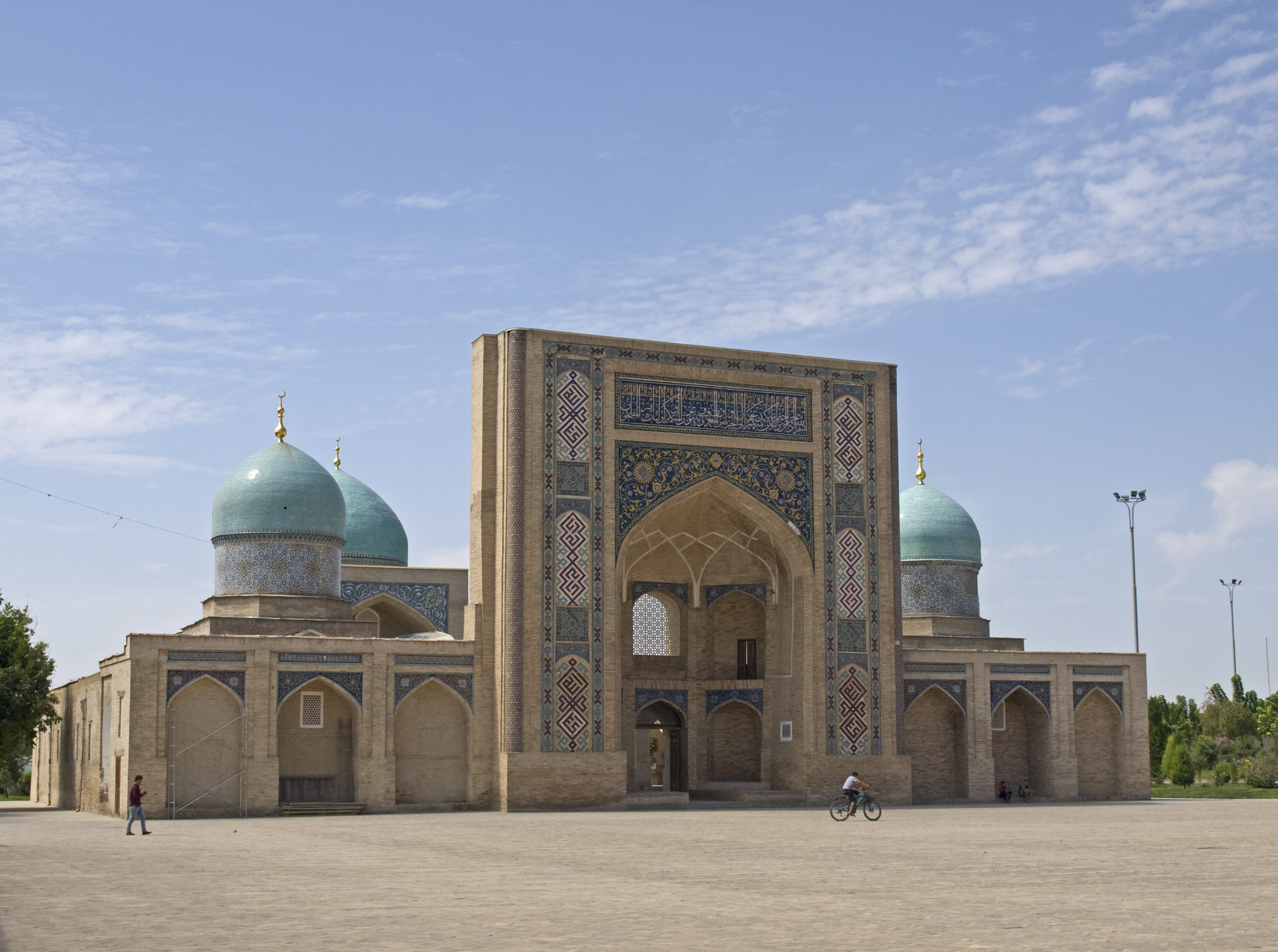
Hazrati-Imam-Komplex

Der Hazrati-Imam-Komplex ist ein religiöser Komplex in Taschkent. Der Komplex wurde in der Nähe des Grabes von Hazrati Imam errichtet.

## Hazrati Imam
Hazrati (sein voller Name war Abu Bakr ibn Ismail al-Kaffal asch-Schoshi) war Imam der Stadt Taschkent, Gelehrter, Kenner des Korans und der Hadithe, einer der ersten Prediger des Islam in Taschkent, Dichter und Handwerker. Laut historischen Quellen war er auch ein Meister in der Herstellung von Schlössern und Schlüsseln, was ihm den Beinamen „Kaffal“ einbrachte, was „Schlüsselmacher“ bedeutet. Er soll 72 Sprachen beherrscht haben und übersetzte die Torah ins Arabische.

## Uthman-Koran
Neben den Gebäuden gibt es hier eine Bibliothek für orientalische Manuskripte und einen Koran aus der Zeit des Kalifen Uthman mit 353 großen Pergamentblättern. Anfangs befand sich der Koran in Medina, dann in Damaskus und Bagdad. Von Bagdad brachte Timur den Koran nach Samarqand. Im Jahr 1869 wurde in Sankt Petersburg die Echtheit des Uthman-Korans nachgewiesen. Von dort aus wurde er nach Ufa (Baschkortostan) und schließlich nach Taschkent gebracht.
Dies ist das angeblich einzige erhaltene Originalmanuskript des Korans, wie ein Zertifikat der UNESCO vom 28. August 2000 bestätigt.

## Tilla Scheikh Moschee
Ein weiteres Gebäude des Hazrati-Imam-Komplexes ist die Kathedrale-Moschee „Tilla Sheikh“, die von einem der reichsten Männer Taschkents des 19. Jahrhunderts, Tilla Sheix, finanziert wurde und aus zwei Teilen besteht, den Mihrābs für das Gebet. Zum Hazrati-Imam-Komplex gehört auch das Gebäude der Geistigen Verwaltung der Muslime in Usbekistan, das von usbekischen Meistern erbaut wurde. In demselben Gebäude befindet sich das Komitee für religiöse Angelegenheiten beim Kabinett der Minister der Usbekistan.